# Spilopopillia tonkinensis
Spilopopillia tonkinensis är en skalbaggsart som beskrevs av Ohaus 1908. Spilopopillia tonkinensis ingår i släktet Spilopopillia och familjen Rutelidae. Inga underarter finns listade i Catalogue of Life.